# Chenjia, Shanghai
Chenjia är en köping i Kina. Den ligger i stadsdistriktet Chongming i storstadsområdet Shanghai, i den östra delen av landet, omkring 45 kilometer nordost om den centrala stadskärnan. Antalet invånare är 53 996. Befolkningen består av 26 759 kvinnor och 27 237 män. Barn under 15 år utgör 8,0 %, vuxna 15-64 år 74 %, och äldre över 65 år 16,0 %.